# Ainbrach
Ainbrach ist ein Gemeindeteil von Aiterhofen im niederbayerischen Landkreis Straubing-Bogen.

## Lage
Das Kirchdorf Ainbrach liegt im Gäuboden am rechten Ufer der Donau auf der Gemarkung Amselfing. Hier mündet der Bach Ainbrach in die Donau. Der Gemeindesitz Aiterhofen im Südwesten ist etwa sieben Kilometer entfernt. Näher liegt die Stadt Bogen, die über die Xaver-Hafner-Brücke erreicht werden kann.

## Geschichte
Eine Traditionsurkunde des Klosters Windberg gegen Ende des 11. Jahrhunderts zählt unter anderem Güter in Eimprah zum Klostergut. Im Schutzbrief, den Papst Eugen III. 1146 dem Kloster ausstellte, wurde auch dessen Besitz in Einbra bestätigt.
Im Konskriptionsjahr 1752 bestand Ainbrach, das dem Landgericht Straubing unterstellt war, aus drei Anwesen. 1811 kam es zum Steuerdistrikt Sand und 1821 zur Gemeinde Amselfing. Mit deren größerem Teil wurde Ainbrach 1978 in die Gemeinde Aiterhofen eingegliedert.

## Sehenswürdigkeiten
- Filialkirche St. Michael. Sie gehört zur Pfarrei Irlbach und wurde nach den Plänen des Alburger Architekten G. Glatzl erbaut.
- Kirche St. Blasius. Der gotische Bau des 15. Jahrhunderts wurde im 18. Jahrhundert verändert. Die ehemalige Filialkirche wird nur noch als Aussegnungshalle benutzt.